# ペスコ・サンニータ
ペスコ・サンニータ（イタリア語: Pesco Sannita）は、イタリア共和国カンパニア州ベネヴェント県にある、人口約1,900人の基礎自治体（コムーネ）。

## 地理

### 位置・広がり
ベネヴェント県のコムーネ。県都ベネヴェントから北北東へ12kmの距離にある。

#### 隣接コムーネ
隣接するコムーネは以下の通り。
- ベネヴェント
- フラニェート・ラバーテ
- フラニェート・モンフォルテ
- パーゴ・ヴェイアーノ
- ピエトレルチーナ
- レイーノ
- サン・マルコ・デイ・カヴォーティ

## 行政

### 分離集落
ペスコ・サンニータには、以下の分離集落（フラツィオーネ）がある。
- Monteleone I, Monteleone II, Monteleone III, Maitine, Rapinella